# Tapinanthus rubromarginatus
Tapinanthus rubromarginatus är en tvåhjärtbladig växtart som först beskrevs av Engi., och fick sitt nu gällande namn av Danser. Tapinanthus rubromarginatus ingår i släktet Tapinanthus och familjen Loranthaceae. Inga underarter finns listade i Catalogue of Life.